# Ignace Gabriel I. Tappouni
Ignace Gabriel I. Tappouni, iraški kaldejsko/sirsko-katoliški duhovnik, škof in kardinal, * 3. november 1879, Mosul, † 29. januar 1968, Bejrut.

## Življenjepis
3. novembra 1902 je prejel duhovniško posvečenje.
14. septembra 1912 je postal apostolski vikar Mardina in bil imenovan za naslovnega škofa Danabe.
19. januarja 1913 je postal naslovni škof Batnae dei Siri in istega dne je prejel škofovsko posvečenje.
24. februarja 1921 je postal nadškof Alepa.
24. junija 1929 je postal patriarh Antiohije in potrjen je bil 15. julija istega leta.
16. decembra 1935 je bil povzdignjen v kardinala in imenovan za kardinal-duhovnika Ss. XII Apostoli.
11. februarja 1965 je odstopil s kardinal-duhovniškega položaja.